# KF Prishtina
KF Prishtina, kosovski nogometni klub iz Prištine. Natječe se u Superligi Kosova, najvišem razredu nogometnog natjecanja u Kosovu.

## Povijest
Osnovan je 1922. pod imenom Gajret. Poslije je mijenjao imena, u Proleter, Kosova (Prishtinë) i konačno u FK Priština. Dok se natjecao u jugoslavenskom sustavu, bio je poznad pod srpskim imenom Priština (srp. ФК Приштина).

### Jugoslavensko razdoblje
U početku se natjecao u jugoslavenskim nižim ligama sve do početka drugoga svjetskog rata. Veći dio Kosova pripojen je Albaniji. Godine 1942. natjecao se u sjevernoj skupini Više albanske lige (Kategoria e Parë) 1942. i zauzeli su četvrto i donje mjesto njihove skupine.  Poslije rata klub se opet natjecao u jugoslavenskom sustavu i većinom se natjecao u 2. ligi.
Najuspješnije razdoblje bilo je od 1983. do 1988. kad se natjecala u najvišem razredu, Prvoj ligi. Tijekom tih godina bili su momčad sredine ljestvice, izvrsna učinka kao domaćini. Legendarna je prva sezona kad nisu izgubili ni jednu prvu utakmicu s momčadima velike četvorke, a osobito je poznata pobjeda u gostima protiv beogradske Crvene zvezde. U zlatnoj generaciji Prištine igrali su Sukri Pacarada, Xhevdet Muriqi, Mensur Nexhipi, Skender Shengyli, Kujtim Shala, Fadil Vokrri, Fadil Muriqi, Zoran Batrović, Sahit Kelmendi, Faruk Domi, Faton Domi, Agim Cana, Abdyl Bellopoja, Gani Llapashtica, Kosta Lalić, Ramadan Cimilli, Favzi Rrama, Edmond Rugova, Mehana Ramadani, Danilo Mandić, Ljubiša P. Trajković, Petre Gruevski, Neshat Zhavelli, Rifat Mehinović, Zoran Martinović, trener Maxhuni i poslije hrvatski Miroslav Blažević. Klub je bio gotovo nepobjediv na svom terenu.
Razdoblje je počelo nakon što je Priština postala prvak Druge lige 1982./83., čime se plasirala u Prvu ligu. Sljedeće sezone 1983./84. bili su osmi i predstavljali su sezone 1983./84. Jugoslaviju u Srednjoeuropskom kupu. U skupini od četiriju momčadi izgubili su samo jednu od šest utakmica. Usprkos izvrsnom rezultatu, završili su na drugom mjestu, jedan bod iza pobjednika skupine, austrijskog Eisenstadta.

## Vanjske poveznice
- Službene stranice
- Narodni list Uz odlazak Vokkrija: Prisjećanje na senzaciju zvanu - KF Priština